# Неларабин
Неларабин — цитостатический препарат, антиметаболит из класса пуриновых аналогов, антагонистов пурина. Применяется при лейкемии типа T-cell acute lymphoblastic leukemia. Код разработки 506U78.
В организме метаболизируется в arabinosylguanine nucleotide triphosphate (araGTP), который ингибирует синтез ДНК, вызывая цитотоксическое действие.
По результатам преклинических испытаний было установлено, что Т-клетки иммунной системы являются наиболее чувствительными к действию неларабина. Препарат вышел на рынок в 2005 году.
В США продаётся под названием Arranon, в Европе — под названием Atriance. Изготовитель — GlaxoSmithKline.